# Katamari Forever
Katamari Forever (塊魂TRIBUTE, Katamari Damashii TRIBUTE) est un jeu vidéo d'action-réflexion développé et édité par Namco en 2009 sur PlayStation 3.